# جاﻟﻭﺩ
جالود (به لاتین: Jalud) یک روستا در دولت فلسطین است که در استان نابلس واقع شده‌است. جالود ۱۶٫۵ کیلومتر مربع مساحت و ۴۶۴ نفر جمعیت دارد.